# Christer Boustedt
Christer Boustedt (* 21. März 1939 in Bromma; † 4. September 1986 in Alfta, Ovanåker) war ein schwedischer Jazzmusiker (Altsaxophon), der auch als Schauspieler bekannt wurde.

## Leben
Boustedt spielte in den späten 1960er Jahren bei George Russell (The Essence of George Russell), dann wurde er Mitglied in den Bands von Gugge Hedrenius und von Lasse Werner. In Ninne Olssons Film Sven Klangs kvintet (1976) war er der Hauptdarsteller und spielte den Leiter einer Tanzcombo in den 1950er Jahren. Erst in den 1980er Jahren trat er mit einer eigenen Gruppe auf, die sich auf Neobop spezialisierte. Für sein Album Plays Thelonious Monk wurde er mit dem Gyllene Skivan ausgezeichnet. Auch verfasste er die Filmmusik zu einigen schwedischen Filmen wie Lyftet (1978), Den enes död (1980) oder Sista budet (1981) und zu Fernsehserien. Posthum wurde er 2008 von Django d’Or als Legend of Jazz anerkannt.
Nach ihm wurde der Christer Boustedt Award benannt, mit dem schwedische Nachwuchsjazzer ausgezeichnet werden.

## Filmografie
- 1969: Made in Sweden
- 1970: Blushing Charlie
- 1976: Sven Klangs kvintett
- 1981: Göta kanal eller Vem drog ur proppen?
- 1984: Lykkeland

## Diskografie
- Christer Boustedt Quintet (Dragon Records, 1978)
- Plays Thelonious Monk (Dragon 1983)
- Blues, Ballads and Bebop (Dragon, 1982–85, mit Bosse Broberg, Åke Johansson, Ivar Lindell, Gilbert Matthews)
- Monk & More (Dragon 1995)
- In Memory of Christer Boustedt: Jazz at Svaben